# Achryson surinamum
Achryson surinamum – gatunek chrząszcza z rodziny kózkowatych. 

## Zasięg występowania
Gatunek ten występuje w Ameryce Płn. i Południowej od płd. USA (płd. Kalifornii, Arizony i Teksasu) po Argentynę oraz w Indiach Zachodnich.

## Biologia i ekologia
W Teksasie spotykany jest od marca do listopada. Nocami spotyka się go tam bardzo licznie na niemal każdym rodzaju martwego drewna. Imago przylatują do źródeł światła.